# Meridianbogen Kremsmünster

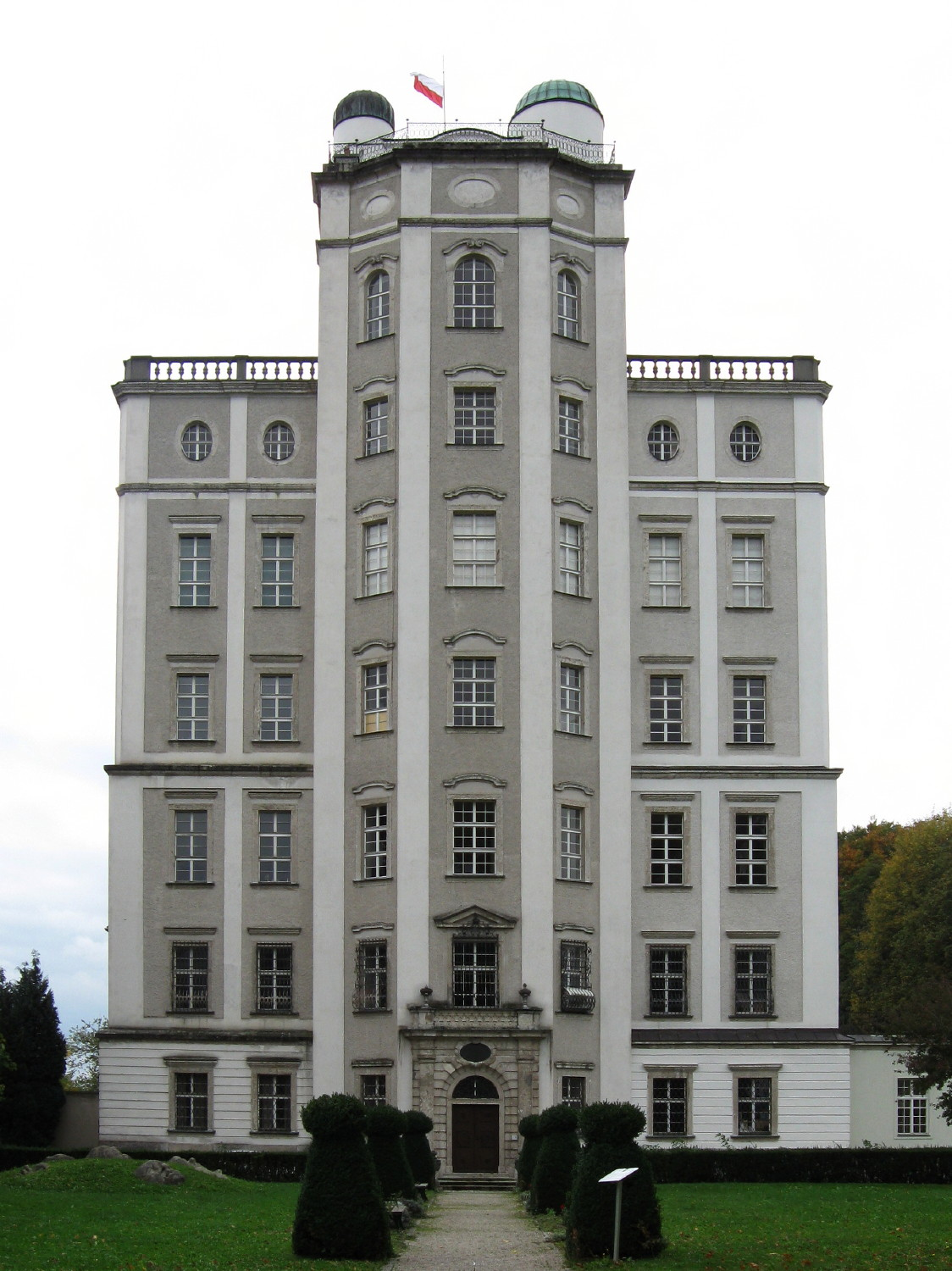
Die Sternwarte Kremsmünster bildet den Zentralpunkt des Meridianbogens.

Der Meridianbogen Kremsmünster wurde in der zweiten Hälfte des 19. Jahrhunderts als Zentralteil eines  mitteleuropäischen Meridianbogens von Preußen bis zur Adria beobachtet bzw. aus älteren Messungen zusammengestellt. Solche langgestreckten Vermessungsnetze dienten den Astronomen und Geodäten seit etwa 1800 zur Bestimmung der genauen Erdfigur.
Der Kremsmünsterer Bogen war eine Doppelkette von Triangulationspunkten (TP) der oberösterreichischen Landesvermessung, deren Fundamentalpunkt damals auf dem Gusterberg unweit des Benediktinerstiftes Kremsmünster lag, und setzte sich als genähertes Nord-Süd-Profil bis zu den Grenzen der benachbarten Kronländer Österreich-Ungarns fort. Die Triangulationspunkte wurden so ausgewählt und rekognosziert, dass die aus ihnen gebildete Triangulationskette möglichst genau im Meridian von Kremsmünster verlief (31°48' östlich von Ferro oder 14°08' von Greenwich).
Später wurde die Kette über Oberösterreich hinaus noch jeweils 250 Kilometer nach Norden (Böhmen) sowie nach Süden (Steiermark und Krain) verlängert und bildete somit einen rund 660 km langen Bogen auf dem damaligen Staatsgebiet Österreichs. Mit diesem bis dato längsten Meridianbogen Großenhain-Kremsmünster-Pola plante das Wiener Militärgeografische Institut und die mitteleuropäische Gradmessungskommission den genauen Verlauf der Erdkrümmung und ein astro-geodätisches Geoidprofil zu berechnen. Dazu wurde an einigen Triangulationspunkten die genaue astronomische Breite aus Sterndurchgängen gemessen (siehe Sterneck-Methode) sowie die Azimute einiger Netzseiten. Den astronomischen Zentralpunkt bildete die Sternwarte Kremsmünster („Mathematischer Turm“ des Stiftes), wo besonders genaue astronomische Koordinaten ermittelt und auch eine – damals noch sehr komplizierte – Längenbestimmung durchgeführt wurde. An die Sternwarte war bereits ein geophysikalisches Observatorium und eine Wetterstation angeschlossen, die heute die längste klimatische Messreihe der Welt besitzt.
Im Norden wurde der Meridianbogen von der sächsisch-preußischen Landesvermessung (Königlich Preußisches Geodätisches Institut) noch etwa 70 km fortgesetzt und teilweise als Berliner Meridian bezeichnet. Er lief von der böhmischen Grenze über Dresden bis nach Großenhain (Sachsen), wo der astronomische Endpunkt errichtet wurde. Den südlichen Endpunkt bildete die österreichische Marine-Sternwarte Pola an der Küste Istriens, die später durch die Asteroidenentdeckungen von Johann Palisa international bekannt wurde.